# Xarrasclet

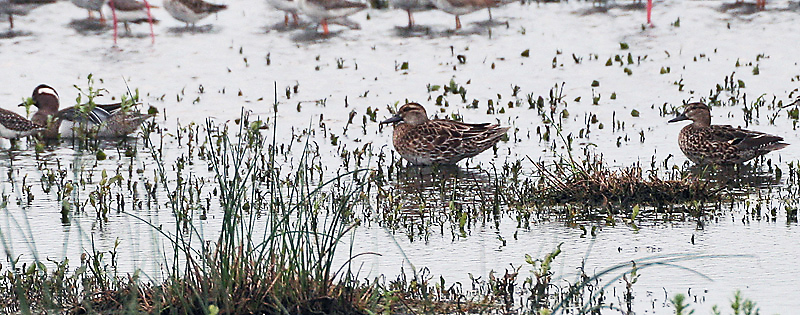
Xarrasclets mascles i femelles fotografiats a l'estat indi d'Haryana.

El xarrasclet, roncadell o anedó i cerceta o cetla blanca (Spatula querquedula) és una espècie d'ocell de l'ordre dels anseriformes i una mica més gros que el xarxet comú. És el símbol del Parc Natural dels Aiguamolls de l'Empordà, on l'anomenen pel nom local d'ànec roncaire. Modernament se l'ha inclòs en el gènere Spatula com S. querquedula.

## Morfologia
- Fa 38 cm de llargària.
- El mascle pesa 250-600 g i la femella 250-550 g.
- El bec mesura 3,5-4,5 cm.
- Té una banda blanca que li va des de l'ull fins al clatell.
- Són característiques les plomes llargues, amb bandes negres i blanques que li cauen sobre els costats grisos.

## Reproducció
Condiciona un niu amb joncs, herba i plomissol i, pel maig o abans, a l'abril, hi pon 10 o 11 ous, que incuba durant 22 dies. Després de 30 dies, els polls, alimentats per la femella, surten del niu.

## Alimentació
Es nodreix amb escarabats d'aigua, peixets i vegetació aquàtica.

## Hàbitat
Viu en aigües dolces.

## Distribució geogràfica
Habita Europa entre els 64º de latitud nord i els Pirineus, la Itàlia central, Albània i Bulgària. Als Països Catalans, es troba entre la vegetació espessa dels Aiguamolls de l'Empordà, i és el símbol d'aquest parc natural. També es troba al Delta de l'Ebre, on nidifica a l'illa de Buda.

## Costums
Hiverna en alguns indrets de les costes mediterrànies i a l'Àfrica tropical. Als Països Catalans és un ocell freqüent com a migrador, però no com a niador (entre altres raons, perquè les vies de migració, que el porten fins a l'Àfrica tropical, no passen exactament per territori català).